# Djim Doula
 (octobre 2008).
Si vous disposez d'ouvrages ou d'articles de référence ou si vous connaissez des sites web de qualité traitant du thème abordé ici, merci de compléter l'article en donnant les références utiles à sa vérifiabilité et en les liant à la section « Notes et références ».
Djim Doula, de son nom complet Djamaledine Doula, est un ancien karatéka tuniso-suisse.
Né en Suisse, il connaît une carrière nationale et devient champion de Suisse (poids moins de 75 kg) à plusieurs reprises. Il poursuit ensuite une carrière internationale avant d'opter pour l'équipe nationale de son pays d'origine. En 1991, il est élu comme meilleur sportif tunisien de l'année.

## Palmarès

### Couleurs suisses
- Médaille d'argent : Jeux mondiaux de 1989[1]
- Médaille d'argent : Championnats d'Europe de karaté 1990[1]
- Médaille d'argent : Championnats d'Europe de karaté 1991[1]

### Couleurs tunisiennes
- Médaille d'or : Jeux méditerranéens de 1993
- Médaille d'argent : Jeux africains de 1995